# Lucile Tessariol
Lucile Tessariol (Burdeos, 6 de enero de 2004) es una deportista francesa que compite en natación, especialista en el estilo libre.
Ganó una medalla de plata en el Campeonato Europeo de Natación de 2022, en la prueba de 4 × 200 m libre mixto. Participó en los Juegos Olímpicos de Tokio 2020, ocupando el octavo lugar en la prueba de 4 × 200 m libre.

## Palmarés internacional
| Campeonato Europeo | Campeonato Europeo | Campeonato Europeo | Campeonato Europeo    |
| Año                | Lugar              | Medalla            | Prueba                |
| ------------------ | ------------------ | ------------------ | --------------------- |
| 2022               | Roma (Italia)      | Medalla de plata   | 4 × 200 m libre mixto |